# 盧旺達火山國家公園

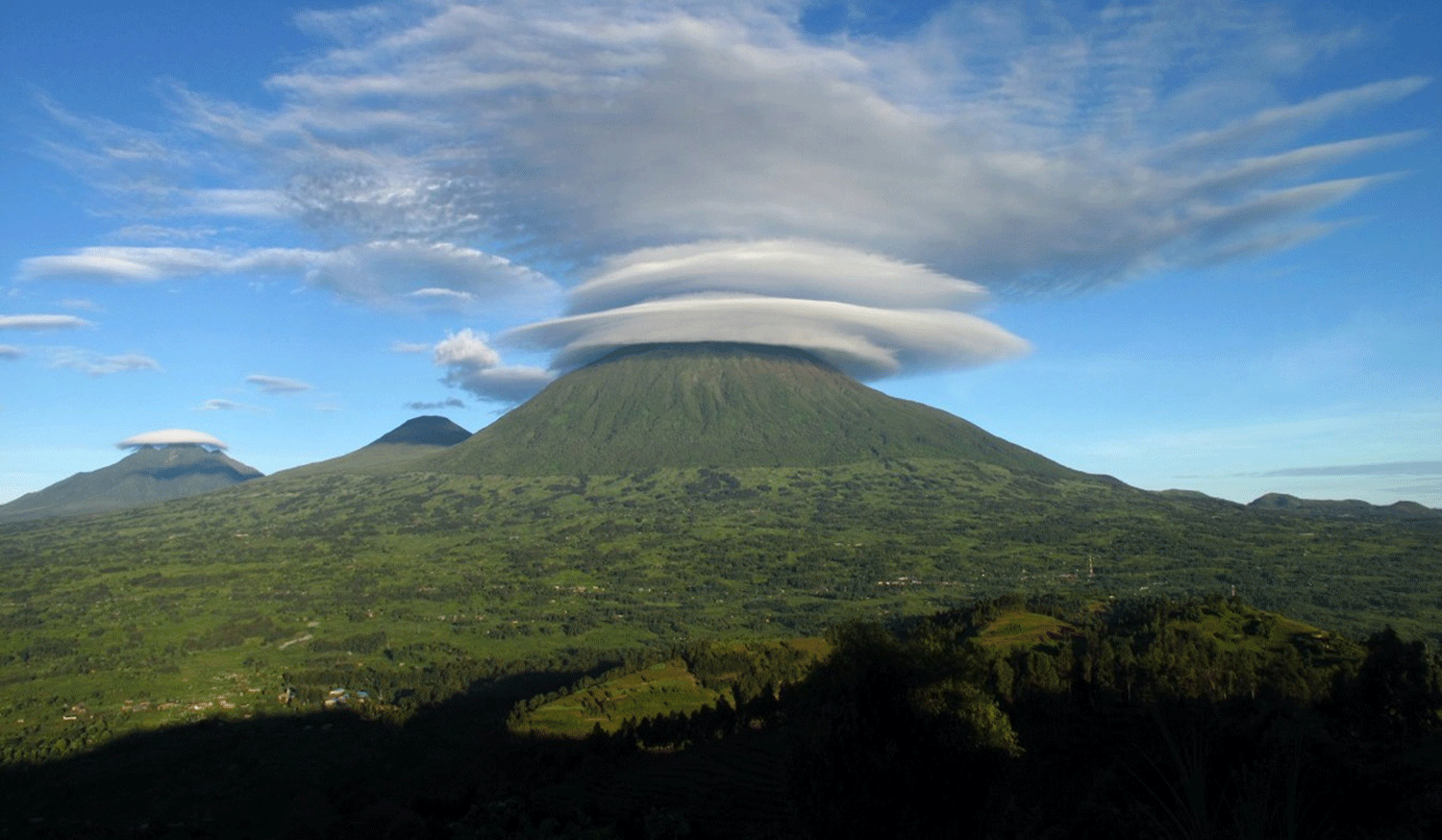
卢旺达火山国家公园中比蘇奇火山的火山湖。

盧旺達火山國家公園（法語：Parc National des Volcans）位于卢旺达西北部，毗邻刚果民主共和国的维龙加国家公园和乌干达的姆加新加大猩猩國家公園。这个国家公园被称为罕见且濒危的山地大猩猩和金丝猴的天堂。这里有维龙加山脉的八座火山之中的五座火山（卡里辛比火山，比蘇奇火山，穆哈武拉火山，姆加新加火山和薩比尼奧火山），面积横跨160平方公里的热带雨林和竹林。这个公园曾经是动物学家戴安·弗西（Dian Fossey）的基地。
火山国家公园海拔高度2,400米至4,507米，年均雨量1,975毫米，平均溫度攝氏9.6度，除了是山地大猩猩的主要棲息地，也有178種鳥類棲息的記錄。

## 历史

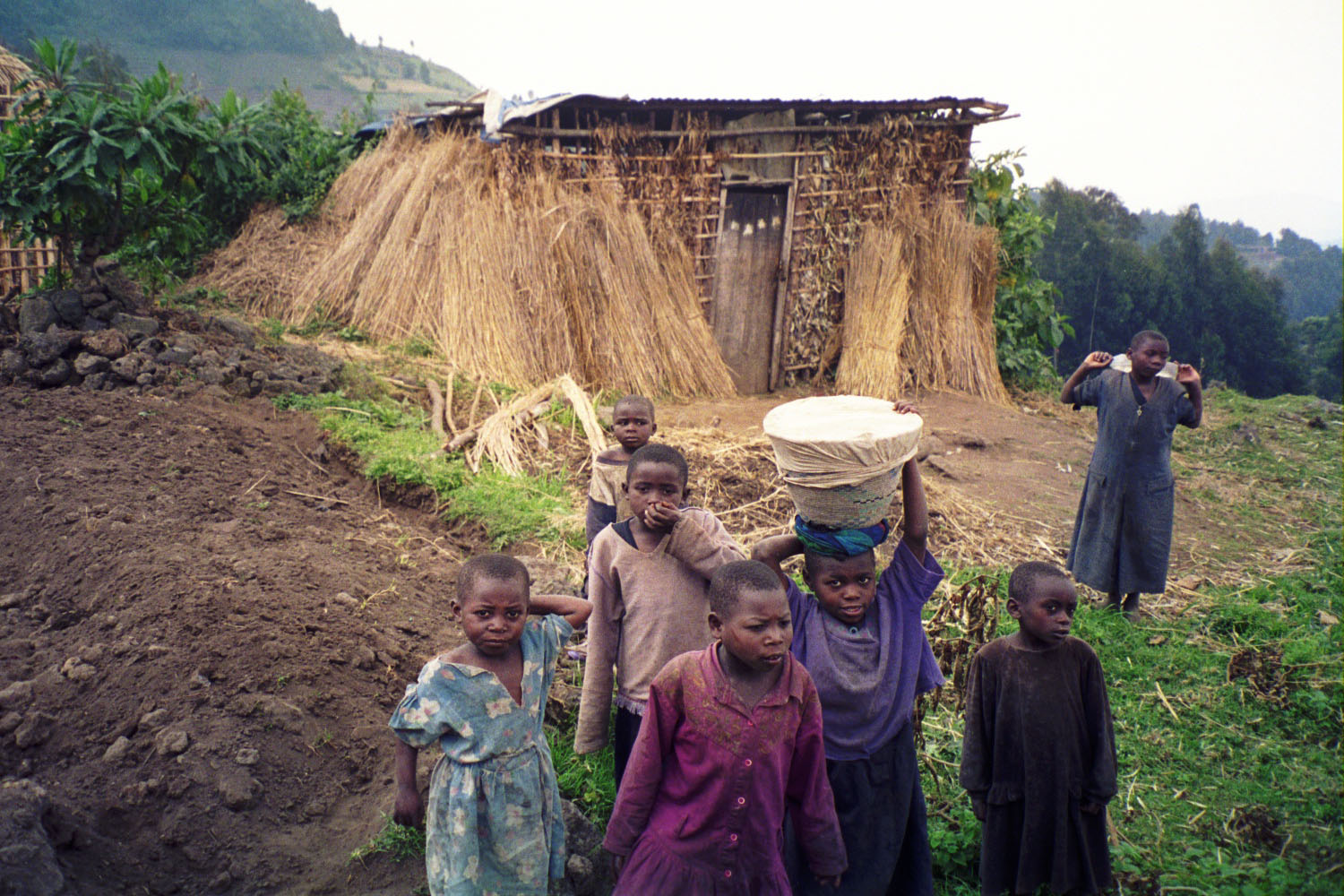
在火山国家公园附近的一个农场的孩子们。

该公园于1925年首次被公报，由卡里辛比火山，比蘇奇火山及米凱諾火山组成的小块区域，旨在保护大猩猩免受偷猎者的伤害。这是在非洲建立的第一个国家公园。 随后，在1929年，公园的边界进一步扩展到卢旺达和比属刚果，形成由比利时殖民地当局负责两个殖民地的阿尔伯特国家公园，占地面积8090 km2。1958年，700公顷的公园被清理为人类居住区。
刚果共和国在1765年获得独立后，该公园被拆分成两个，并且在1962年卢旺达独立后，尽管新生的共和国已经面临人口过剩问题，新政府同意将公园作为保护区和旅游区。公园在1969年面积减少了一半。在1969年至1973年间，1050公顷的公园被清除来生长除虫菊（Pyrethrum）。
该公园后来成为美国自然学家戴安·弗西进行大猩猩研究的基地。 她抵达于1967年，并且在卡里辛比火山和比蘇奇火山之间建立了Karisoke研究中心。从那时起，她花了大部分时间在公园里，被广泛认为是将大猩猩从灭绝中拯救出来而广受赞誉，引起国际社会的关注。1985年，她在她的家中被未知的凶手谋杀，这场犯罪往往归因于她一直在努力反对的偷猎者。弗西的生活后来被描绘在大屏幕上的《 迷雾中的大猩猩》电影中，电影以她的同名自传命名。她被埋在公园内靠近研究中心的墓地里，并且在已经成为她生命的那些大猩猩的墓地之间。
火山国家公园在卢旺达内战期间成为战场，公园总部在1992年遭到攻击。研究中心被放弃，所有旅游活动（包括参观大猩猩）都被停止。直到1999年，当地地区被认为已经是安全的，和被控制之下的时候，他们才恢复公园。随后几年来，卢旺达解放民主力量的卢旺达反叛份子偶尔渗透，但这些人总是被卢旺达军队很快的阻止，并认为公园里的旅游业不会受到威胁。

## 植物群和动物群

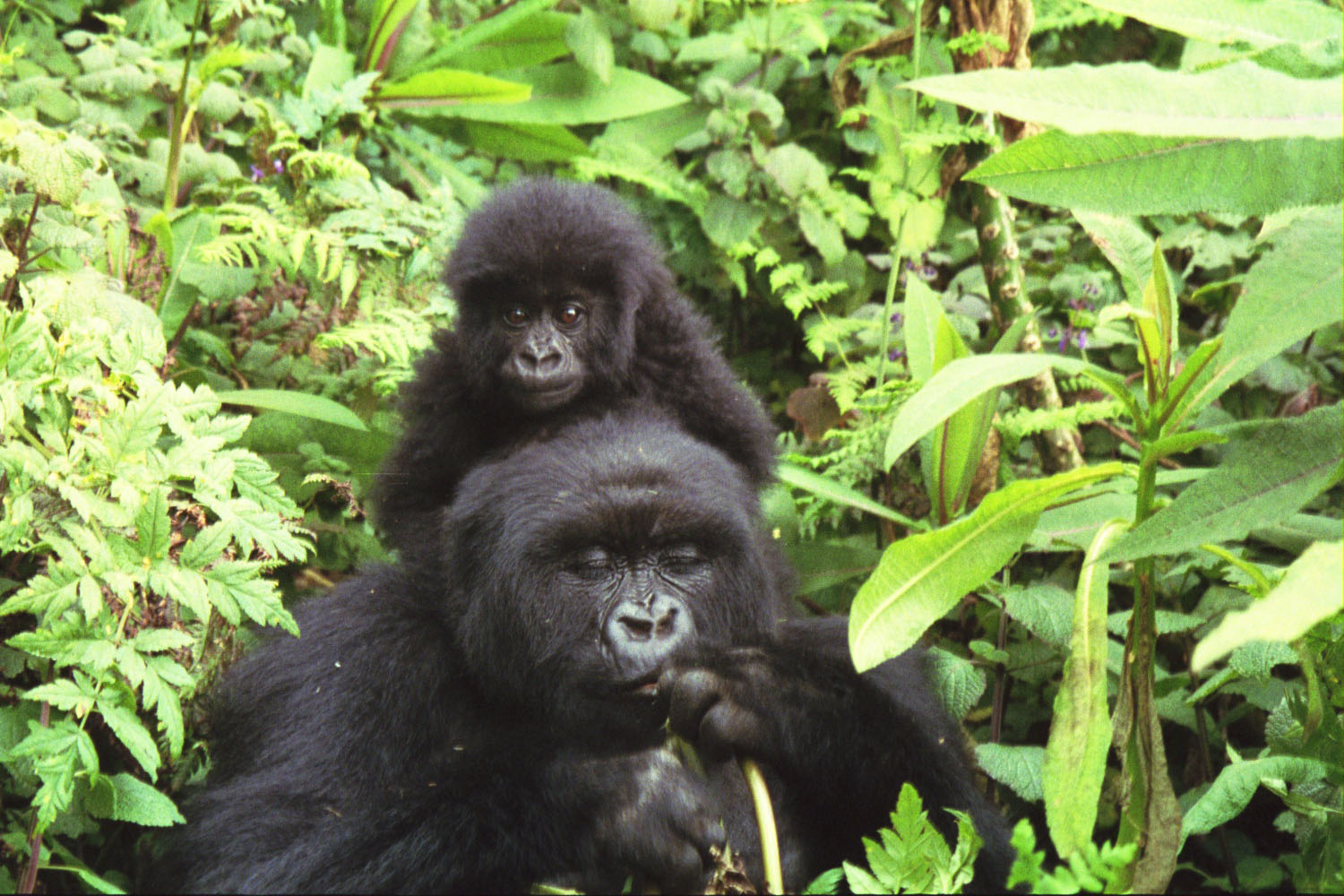
在盧旺達火山國家公園居住的山地大猩猩

### 植物群
由于公园内的大海拔范围，植被差异很大。有一些较低的山地森林（现在主要失去给了是农业用地）。在海拔2400米和2500米之间，有升麻桐(Neoboutonia)森林。在2500米〜3200米的非洲高地竹（Arundinaria alpina）森林发生，占公园面积的30％左右。从海拔2600米到3600米，主要是南，西部潮湿的斜坡，是苦苏(Hagenia)-金丝桃(Hypericum)森林，占公园的30％左右。这是苦苏(Hagenia abyssinica)最大的森林之一。从海拔3500米〜4200m的植被特征为山茱萸，兰花兰，西葫芦，约占公园的25％。从海拔4300〜4500米，草原发生。次生丛林，草甸，沼泽，沼泽和小湖也发生，但总面积相对较小。

### 动物群
公园以山地大猩猩而闻名于世界。其他哺乳动物包括：金丝猴（Cercopithecus mitis kandti），黑额小羚羊（Cephalophus niger），水牛（Syncerus caffer），斑鬣狗（Crocuta crocuta）和薮羚（Tragelaphus scriptus）。薮羚种群数量估计在1760-7040之间 。据报道，公园里还有一些大象，虽然现在很少见。有178种记录的鸟类，至少有13个种和16个亚种是属于维龙加山脉和鲁文佐里山脉的地方性特有品种。

## 公园旅游

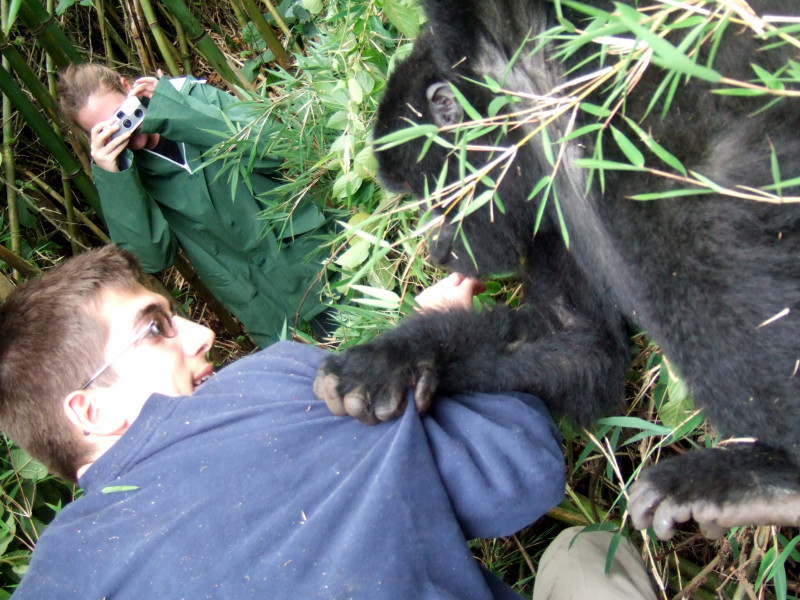
年轻的大猩猩抓住火山国家公园的游客

卢旺达发展局（RDB）为游客开展了多项活动，包括:
- 访问大猩猩 - 截至2015年1月，有10个栖息的大猩猩团体向游客开放，每天可获得总计80张许可证。游客们在公园总部上午7点报到，来获得在旅途之前的情况通报。一旦游客遇到大猩猩，他们花一个小时与它们在一起。
- 访问金丝猴。
- 攀登卡里辛比火山 - 这是一个两天的跋涉旅游，并在海拔高度为3800米露营过夜。
- 攀登比蘇奇火山 - 一日游。
- 游览湖泊和洞穴。
- 拜访戴安·弗西的墓地。
- Iby'Iwacu文化村旅游

旅游业的大部分收入来源于维护公园和保护野生动物。其余的（其中约10％） ，给予政府和本地区的地方项目，以帮助当地居民从公园产生的巨额收入中受益。

## 外部連結
- The Rwanda Tourist Board (ORTPN)
- Volcanoes National Park at UN Environment Programme World Conservation Monitoring Centre （页面存档备份，存于）
- The Virunga Primates page from Footprint Adventures
- Rwanda National Parks （页面存档备份，存于） Find all information about Rwanda's safari parks and wildlife.
- Kwita Izina -Official Baby Gorilla Naming Ceremony site

1°29′S 29°32′E / 1.483°S 29.533°E